# Kelly Rondestvedtová
Kelly Jeanne Prinzessin von Saxe-Coburg und Gotha (rozená Kelly Jeanne Rondestvedt; * 10. ledna 1975 Pensacola), je americká investiční bankéřka. Je provdaná za Huberta, dědičného prince sasko-kobursko-gothajského, dědice trůnu zaniklého Sasko-kobursko-gothajského vévodství.

## Mládí a rodina
Kelly Jeanne Rondestvedtová se narodila 10. ledna 1975 v Pensacole v Escambia County na Floridě. Její otec, Christian Robert Rondestvedt (* 1950/1951, Massachusetts), je bývalý kapitán-pilot v námořnictvu Spojených států a její matka Cheryl Ann Forbesová (* 6. února 1951, San Diego, San Diego County, Kalifornie), je bývalá učitelka na střední škole. Její rodiče se vzali 7. dubna 1973 v San Diegu v San Diego County v Kalifornii. Má dva mladší bratry, Christiana a Jamese. Je norského, anglického, skotského, německého a francouzského původu. Když byla ještě dítě, Rondestvedtovi se přestěhovali do Kings County v Kalifornii.

## Vzdělání a kariéra
Vystudovala Lemoore Union High School, kde maturovala v roce 1993.
Rondestvedtová navštěvovala Kalifornskou univerzitu v Los Angeles a v roce 1997 získala bakalářský titul v oboru ekonomie. Po promoci začala pracovat jako investiční bankéřka pro PricewaterhouseCoopers v San Diegu. Dne 6. srpna 2000 se stala certifikovanou účetní v Kalifornii. V roce 2002 získala magisterský titul v oboru obchodní administrativa na Anderson School of Management UCLA. V roce 2007 začala pracovat jako společnice pro Morgan Stanley, než byla povýšena na viceprezidentku.

## Manželství a potomci
Rondestvedtová se setkala s Hubertem, dědičným princem sasko-kobursko-gothajským, v restauraci v New Yorku v roce 2007. Oddáni byli při civilním obřadu na zámku Callenberg v Koburku dne 21. května 2009 a znovu při luteránském obřadu v kostele sv. Mořice v Koburku v Bavorsku dne 23. května 2009. Svatby se účastnilo přes 400 hostů a 3000 diváků, včetně krále Karla XVI. Gustava a královny Silvie Švédské, lorda Nicholase Windsora, lady Nicholas Windsorové, Simeona II. Bulharského a princezny Astrid Belgické, arcivévodkyně Rakouské-Este. Pár má tři děti:
- Princezna Kateřina Viktorie Alžběta Cheryl (* 30. dubna 2014, Koburk); pokřtěna 14. září 2014 na zámku Callenberg. Jejími kmotry jsou: korunní princezna Viktorie Švédská, princ Arnošt August Hannoverský, vévodkyně Alžběta Bavorská, hraběnka Kateřina z Faber-Castell a princ Konstantin-Assen Bulharský.
- Princ Filip Hubert Andreas Kristián (* 15. července 2015, Mnichov); pokřtěn 14. listopadu 2015 na zámku Callenberg. Jeho kmotry jsou: král Filip Belgický, hraběnka Alexandra von Schönborn, Bernhard, dědičný princ bádenský, princ Carl von Wrede a Carina Axelssonová.
- Princezna Madeleine Aurélie Viktorie Karina (* 22. února 2017, Mnichov); pokřtěna 2. července 2017 na zámku Callenberg. Jejími kmotry jsou: Jiří Fridrich, princ pruský, princezna Anna Bavorská, princezna Alexandra-Naděžda von Kohary (paní Champalimaudová Raposová de Magalhães), hraběnka Clémence von der Schulenburg a hrabě Benedikt von Abensperg und Traun.

## Tituly a oslovení
- 21. května 2009 – dosud: Její Výsost dědičná princezna sasko-kobursko-gothajská[13][14]